# فرودگاه ویتبسک ووستوکنی
فرودگاه ویتبسک ووستوکنی  (به انگلیسی: Vitebsk Vostochny Airport) یک فرودگاه همگانی با کد یاتا VTB است که یک باند فرود بتن دارد و طول باند آن ۲۶۰۶ متر است. این فرودگاه در شهر ویتبسک و در کشور بلاروس قرار دارد و در ارتفاع ۲۰۸ متری از سطح دریا واقع شده است.